# يوهان داهلين
يوهان داهلين (بالسويدية: Johan Dahlin) مواليد 8 سبتمبر 1986 في ترولهاتن، السويد، هو لاعب كرة قدم سويدي يلعب مع نادي ميتييلاند لكرة القدم كحارس مرمى. مثّل منتخب السويد لكرة القدم.

## المسيرة الاحترافية

### أندية لعب لها
- نادي مالمو
- غنتشليربيرليغي
- نادي ميتييلاند لكرة القدم

## روابط خارجية
- يوهان داهلين على موقع الاتحاد الأوربي (الإنجليزية)
- يوهان داهلين على موقع اتحاد النرويج (النرويجية)
- يوهان داهلين على موقع اتحاد السويد (السويدية)
- يوهان داهلين على موقع اتحاد تركيا (لاعب) (الإنجليزية)
- يوهان داهلين على موقع قاعدة بيانات كرة القدم.إي يو (الإنجليزية)
- يوهان داهلين على موقع ناشيونال فوتبول تيمز (الإنجليزية)
- يوهان داهلين على موقع Soccerway.com (الإنجليزية)
- يوهان داهلين على موقع عالم كرة القدم.نت (الإنجليزية)
- يوهان داهلين على موقع AS.com (الإسبانية)